# Старовыжевская поселковая община
Старовыжевская поселковая община (укр. Старовижівська селищна громада) — территориальная община в Ковельском районе Волынской области Украины.
Административный центр — посёлок Старая Выжевка.
Население составляет 12700 человек. Площадь — 382,7 км².
В соответствии с распоряжением Кабинета Министров Украины от 12 июня 2020 года, в состав общины вошла территория Старовыжевского поселкового совета, а также Галиновольского, Мызовского, Нововыжвовского, Полесского, Седлищенского и Старогутовского сельских советов упразднённого Старовыжевского района.

## Населённые пункты
В состав общины входят 1 посёлок и 16 сёл:
- Посёлок Старая Выжевка
  - Бродки
  - Мельники
- Галиновольский старостинский округ:
  - Галина Воля
  - Смоляры
- Мызовский старостинский округ:
  - Мызово
- Нововыжвовский старостинский округ:
  - Новая Выжва
  - Рудка
  - Хотивель
- Полесский старостинский округ:
  - Брунетовка
  - Полесское
  - Чевель
- Седлищенский старостинский округ:
  - Борзовая
  - Седлище
  - Черемшанка
- Старогутовский старостинский округ:
  - Старая Гута
  - Сукачи